# Swagap
Les Swagap forment une tribu indigène de Papouasie-Nouvelle-Guinée.

Resté inconnu du reste du monde jusque vers 1950, leur village, Sawagap, est situé au bord du cours amont du fleuve Sepik. 
Ils pêchent et chassent dans la forêt, mais leur source principale de revenus est le cuir de crocodile.
Les Swagap vouent un culte particulier à la mante religieuse, ce qui leur a valu des Occidentaux le sobriquet de « tribu-insecte ». Ils sont polygynes.
Six membres de leur communauté ont voyagé jusqu'à Londres en 2007, dans le cadre d'une émission télévisée britannique, Return of the Tribe.